# Stausee Al Massira
Der Stausee Al Massira (arabisch سد المسيرة) ist eine Talsperre am Oum er-Rbia-Fluss in der Provinz Settat in den Regionen Casablanca-Settat und Marrakesch-Safi im Westen Marokkos; sie ist nach dem al-Wahda-Stausee im Norden die zweitgrößte Talsperre des Landes.

## Lage und Klima
Der Al-Massira-Stausee befindet sich in einem insgesamt eher regenarmen und trockenen Gebiet ca. 72 km (Fahrtstrecke) südlich der Stadt Settat bzw. ca. 100 km östlich von Sidi Bennour in einer Höhe von ca. 275 m. Wie bereits in den Jahren 2006–2008 fiel das Niveau der Talsperre in den Jahren 2018–2020 wegen der spärlichen oder teilweise ganz ausfallenden Regenfälle auf etwa 50 % des Normalwertes.

## Nutzung
Der Al-Massira-Stausee dient u. a. der Bewässerung von ca. 100.000 ha der landwirtschaftlich genutzten Flächen in der fruchtbaren Doukkala-Ebene.

## Ökologie
Der Stausee wurde im Jahr 2003 als zu schützendes Feuchtgebiet von internationaler Bedeutung unter den Schutz der Ramsar-Konvention gestellt. Es gibt zahlreiche Fisch- und Vogelarten.